# 松谋活佛
松谋活佛是藏传佛教格鲁派活佛，驻锡松赞林。

## 沿革
松谋活佛是云南省迪庆藏族自治州香格里拉县（原名中甸县）藏传佛教格鲁派寺院松赞林的寺主。
松谋活佛系统由公处降参开创。其之前的十四世松谋活佛为《松谋转世传》的著者每隔几十年选一位有名望者追认所得。如果计入追认，则公处降参为第十五世松谋活佛。由于公处降参出生于大中甸松谋村（一说为大中甸尼史村松谋念仓家），故该活佛系统得名“松谋”。

## 历世松谋活佛
《松谋转世传》的著者每隔几十年选一位有名望者追认为松谋活佛，共成十四世。其中，有释迦牟尼在世时的弟子善知识帕巴舍利子，大成就者祝欠德洛巴，大学者班智达赞丹各米，藏区主仆25尊中的雪布巴森，噶当派的格西波波多哇，宗喀巴的亲传弟子洛追坚赞，五世达赖喇嘛的心传弟子昂翁诺杰，同拉萨乃张曲迥斗法的扎郭浪觉等等。
松谋活佛的转世是由堪布公处降参开始的，公处降参也被追认为第十五世松谋活佛。以下按照计入追认的算法，从第十五世开始，列出历世松谋活佛。
| 世数     | 生年   | 认定年份 | 卒年   | 汉文姓名              | 藏文姓名 |
| -------- | ------ | -------- | ------ | --------------------- | -------- |
| 第十五世 | ？     | ——       | ？     | 公处降参              |          |
| 第十六世 | ？     | ？       | ？     | 松谋·公处居曼洛桑嘉措 |          |
| 第十七世 | 1899年 | ？       | 1967年 | 松谋·昂汪洛桑丹增嘉措 |          |